# 小森園ひろし
小森園 ひろし（こもりぞの ひろし、1982年9月6日 - ）は、日本のお笑い芸人。大阪府岸和田市出身。浪速高等学校、大阪芸術大学卒業。本名は小森園 洋志（読み同じ）。大阪NSC29期扱い。

## 経歴
みなみかわ（元ピーマンズスタンダード）とは高校の同級生で、同じアメリカンフットボール部に所属していた。
2007年、松竹タレントスクールを経て松竹芸能に所属したが、2011年に吉本興業に移籍。オーディション組から昇格後、よしもと漫才劇場などに出演。
2014年、R-1ぐらんぷり2014の決勝に進出。キャッチコピーは「熱血コント魂」。
2016年4月に上京し現在は東京吉本に所属、ヨシモト∞ホールなどで活動している。

## 芸風
芸風は主に一人コント。
2020年9月より河野太郎行政改革担当大臣のモノマネを始める。この年R-1ぐらんぷりに芸歴制限ができ、出場資格がなくなった事で河野太郎大臣のモノマネに辿り着いた。その為「モノマネ芸人」と呼ばれる事があるがモノマネのレパートリーはこの1つしかなく、実際は正統派コント師である。
ユニットでM-1グランプリなどに出場することはあるが、正式にコンビを組んだことは養成所時代から1度もない。このようなピン芸人は珍しい為、「逆に変人だ」と言われている。

## 人物・エピソード

### 人物
- 祖父の小森園正雄は剣道九段の高名な剣道家で、国際武道大学主任教授や日本武道館武道学園教授を歴任した。
- 両親が共に体育教師で運動神経が良く、子供の頃にママさんソフトボール大会で母親がゲッツーをしているのを見て衝撃を受けた。
- 尊敬する芸人はかみじょうたけし。芸人以外では総合格闘家の青木真也。
- グラップラー刃牙検定2級[2]。
- ドキュメンタリー番組が好きで、良いドキュメンタリー番組は全てDVDに焼いて保管している[3]。
- ボクシングや空手、空道といった格闘技を嗜んでおり、その実績からよしもと漫才劇場の極LIVEオープニングアクト「格闘技芸人」を務めた。
- スポーツ全般が好きであり、特にアメリカンフットボールや相撲、格闘技に詳しい。関西学生アメリカンフットボールあるあるや、スポーツに関する感動話などスポーツネタも多い。
- 芸人になってから空道を習っており、大道塾に所属していた。
- 第五十八代横綱千代の富士が好きであり、千代の富士の化粧廻しの色が黒が多かったことから好きな色は黒[4]。
- 松竹芸能を退所後、ホームヘルパー2級の資格を取得した[5]。
- 野狐禅、竹原ピストル、Mr.Childrenの曲を好む。
- スーパーファミコンの『超魔界村』を1時間で完全クリアできる。
- 2023年の春頃からお菓子作りを趣味にしており、Xに手作りのドーナツやパウンドケーキの写真を投稿している。
- サンリオのキャラクター、KIRIMIちゃん.が好き。
- 好きなタイプの芸能人はソニン。
- 2024年7月4日放送「ヨシモトNEXT芸人radio」で、結婚しているが発表していない事を公表した。

### エピソード
- 松竹芸能時代、松原タニシと『命果てるまで』というユニットでも活動していた。
- 2008年に、なぜか北京オリンピックのレポートを任されほぼ自腹で現地まで応援しに行った。『小森園洋志が行く北京への道』という企画で3ヶ月現地で活動した。
- 三浦マイルドのマイルド軍団に所属しており、2013年に三浦マイルドがR-1グランプリに優勝したことを機に「もりもりくん。」に改名したが、半年で元に戻した。[6]
- ワクチン接種の際に本物の河野太郎大臣と偶然遭遇したことがある。なお、河野太郎大臣がXをフォローしている芸人は小森園のみである[7]。
- 立候補した覚えがないのに「タイ住みます芸人」の三次審査まで進んだ[8]。
- 松竹芸能を退所することを「脱竹」と名付けた本人である。自身が舞台や笑い飯のラジオ番組に出演した際に発言していた。現在では小森園に限らず多くの芸人が松竹芸能を退所した際に「脱竹」を使用している。なお、本人は「脱竹」を最初に広めたのは元芸人のであると述べており、その人物は自分が名付けたことに気づいていないという[9]。
- 2013年、キングオブコントにピン芸人のコント師も出られるようにならないかという懇願の手紙をTBSテレビに送った。コント師としてキングオブコントの舞台で戦いたいという熱い思いからである。その後、2021年大会からユニットでの参加が可能になり出場できるようになった。
- おいでやす小田がピン芸人としてのライバルに小森園の名前を挙げることが多い。また、M-1グランプリもこがけんではなく、小森園を相方として誘っていたかもしれないと語っている[10]。
- 自身の落ち着いた雰囲気とネタの面白さの安定感、松竹芸能から吉本興業へ移籍している複雑な経歴などから、「実はCOWCOWと同期なのではないか」といじられることがある（実際は17年程先輩である）。
- 2021年9月25日に配信された『よしもと中尾班YouTube劇場1周年記念12時間生配信ライブ』内の企画「12時間で誰が1番痩せられるかダイエットバトル」で、12時間で5.4kg痩せ優勝した。スタートから4時間の時点で既に３.8kg痩せておりあまりの凄さにスタッフを困惑させたが、本人は運動すればいいだけなので簡単だったと述べている。
- YouTubeチャンネル「鬼越トマホークの喧嘩チャンネル」での真の喧嘩最強芸人を決める回で、小森園の名前が上がった。「信じられないくらい格闘家の体」「体幹が異常」との証言があった。
- 新ネタライブで出演者が本当に新ネタを披露したかを取り締まる「新ネタ警察」というキャラがあり、新ネタライブのエンディングなどに度々登場する。
- 2022年11月10日、ユニクロで実施された「ヒートテックエピソード募集キャンペーン」にてグランプリを受賞した[11]。
- 2023年3月、『第60回 宣伝会議賞』にて協賛企業賞を受賞した。[12]
- THE SECOND2024 開幕戦ノックアウトステージにてオープニングアクトを務めた。

## 受賞歴

### R-1グランプリ
- R-1ぐらんぷり2007 二回戦進出
- R-1ぐらんぷり2008 準決勝進出
- R-1ぐらんぷり2009 三回戦進出
- R-1ぐらんぷり2010 三回戦進出
- R-1ぐらんぷり2011 準決勝進出
- R-1ぐらんぷり2012 三回戦進出
- R-1ぐらんぷり2013 準決勝進出
- R-1ぐらんぷり2014 決勝進出
- R-1ぐらんぷり2015 準決勝進出
- R-1ぐらんぷり2016 三回戦進出
- R-1ぐらんぷり2017 二回戦進出
- R-1ぐらんぷり2018 二回戦進出
- R-1ぐらんぷり2019 三回戦進出
- R-1ぐらんぷり2020 準々決勝進出
- R-1グランプリ2024 準々決勝進出

### M-1グランプリ
- M-1グランプリ2015 準々決勝進出（緑川まりとのユニット）
- M-1グランプリ2018 二回戦進出（濱田勉とのユニット）
- M-1グランプリ2019 二回戦進出（佐助とのユニット）
- M-1グランプリ2020 二回戦進出（佐助とのユニット）
- M−1グランプリ2024 二回戦進出（ビスケッティ佐竹とのユニット）

### キングオブコント
- キングオブコント2021 準々決勝進出（佐助とのユニット）
- キングオブコント2022 二回戦大谷の新型コロナウイルス感染により欠場（大谷健太とのユニット）
- キングオブコント2024 二回戦進出（守谷日和とのユニット）

### その他
- ユニクロ ヒートテックエピソード募集キャンペーン　グランプリ
- 第60回宣伝会議賞 一般部門 協賛企業賞受賞（課題 マスメディアン）

## 出演番組
- あらびき団（TBSテレビ）恋愛小説家西野の勧めでみなみかわ（アイヒマンスタンダード）のパクり芸を披露
- 爆笑オンエアバトル（NHK総合）戦績0勝1敗 最高133KB
- お笑いメリーゴーランド（TBSテレビ）
- 森脇健児のサタデーミーティング（京都放送）
- オールザッツ漫才（2014年12月29日、毎日放送）
- オサレもんプレミアム（2015年5月8日、フジテレビ）
- 笑い飯のおもしろテレビ（不定期、サンテレビ）
- ウケタモンガチ！（2015年8月27日、読売テレビ）
- マイナビ Laughter Night（2016年6月4日・7月2日、TBSラジオ）
- お願いマンピンコン（不定期、AbemaTV）
- 新春レッドカーペット（2017年1月1日、フジテレビ）
- さんまのまんま新春SP！（2017年1月2日、フジテレビ）
- バズリズム02（2018年3月16日、日本テレビ）
- シモネタGP（2018年10月22日、AbemaTV）
- 人生が楽しくなる幸せの法則 最終回　道場破りの男 Ｂ役（2019年3月14日、読売テレビ）
- 霜降りバラエティ（R-1おじさん芸人などで出演、テレビ朝日）
- ザ・細かすぎて伝わらないモノマネ（2020年12月12日、2021年12月11日、2022年12月17日、2023年7月8日、2023年12月16日、2024年6月22日、フジテレビ）
- ザ・ベストワン（2021年3月28日、12月24日、2022年1月21日、TBSテレビ）
- 勝負駆け！笑いのターンマーク（2021年11月6日、AbemaTV）
- 元旦に爆誕！ネクストブレイク芸人ガチャ2022（2022年1月1日、テレビ東京）
- ラヴィット！（2023年5月8日、2024年5月3日、TBSテレビ）
- ぴったり にちようチャップリン（2023年8月20日、テレビ東京）
- ヨシモトNEXT芸人radio（2024年7月4日、7月11日、AuDee）
- 中川家&コント（2024年8月4日、BSフジ）

## 単独ライブ
2008年
- 5月25日 - 「小森園洋志単独ライブ〜やれんのか!〜」（B1角座/大阪）

2011年
- 9月30日 - 「小森園ひろしのワンマンライブ」（なんば紅鶴/大阪）
- 10月31日 - 「ネタ欲〜決勝行きたいのでお付き合いください〜」（なんば白鯨/大阪）
- 11月20日 - 「ネタ欲〜さいごですのでお付き合いください〜」（なんば白鯨/大阪）

2012年
- 4月17日 - 「ネタ欲〜コント10本、あと何か〜」（なんば白鯨/大阪）
- 10月8日 - 「ネタ欲」（なんば白鯨/大阪）
- 11月23日 - 「ネタ欲」（なんば白鯨/大阪）
- 12月9日 - 「ネタ欲」（なんば白鯨/大阪）

2013年
- 5月13日 - 「ネタネタくん。」（なんば白鯨/大阪）
- 10月14日 - 「ロング」（なんば白鯨/大阪）
- 11月14日-「ミドル」（なんば白鯨/大阪）
- 12月5日-「インチ」（なんば白鯨/大阪）

2014年
- 5月26日 - 「ネタ欲vol.7」（なんば白鯨/大阪）
- 7月22日 - 「小森園ひろしの30分」（5upよしもと/大阪）
- 11月18日 - 「小森園ひろしの30分」（5upよしもと/大阪）
- 12月16日 - 「ネタ欲wedge」（なんば白鯨/大阪）

2015年
- 4月19日 - 「ネタ欲Blitz」（なんば白鯨/大阪）
- 5月24日 - 「ネタ欲Naked」（なんば白鯨/大阪）
- 12月7日 - 「ネタ浴」（道頓堀ZAZA POCKET’S/大阪）

2016年
- 3月22日 - 「ネタ欲Hail Mary」（なんば白鯨/大阪）
- 8月21日 - 「ハチの巣」（なんば白鯨/大阪）

2017年
- 3月29日 - 「新型」（なんば白鯨/大阪）

2018年
- 5月26日 - 「フェアプレー」（新宿Fu-/東京[13]）

2019年
・8月31日　–　「クラシック」（道頓堀ZAZA POCKETS）
・9月28日　–　「スラッガー」（ヨシモト∞ドームⅡ）
2021年
・3月16日　-「転換：小森園ひろし〜小森園が一生懸命裏方をやるネタ&コーナーライブ〜」（ヨシモト∞ホール）
2022年
・2月20日 −「１人コントの単独ライブ」（ヨシモト∞ドームⅠ）
・5月4日 – 「小森園ひろしを大好きになる６０分」（ヨシモト∞ドームⅠ）
・7月20日 - 「転換：小森園ひろし〜小森園が一生懸命裏方をやるネタ&コーナーライブ〜 vol.2」（ヨシモト∞ホール）
2024年
・5月5日 − 「ラッキーニューアイデア」（ヨシモト∞ドームⅡ）
・6月22日 − 「ハッスルニューアイデア」（ヨシモト∞ドームⅡ）
・8月13日 – 「小森園ひろし60分ライブ」（なんば紅鶴）

## 出囃子
- 桑田佳祐「ROCK AND ROLL HERO」